# Angelika Gemkow
Angelika Gemkow (* 29. November 1949 in Bielefeld) ist eine deutsche Politikerin und ehemalige Landtagsabgeordnete (CDU).

## Leben und Beruf
Nach dem Schulbesuch absolvierte sie eine Ausbildung zur Verwaltungsangestellten und war in diesem Beruf tätig.
Seit 1967 ist sie Mitglied der CDU und war in zahlreichen Gremien vertreten, so u. a. als Bezirksvorsitzende der Christlich-Demokratischen Arbeitnehmerschaft.

## Abgeordnete
Vom 1. Juni 1995 bis zum 2. Juni 2005 war Gemkow Mitglied des Landtags des Landes Nordrhein-Westfalen. Sie wurde stets über die Landesliste ihrer Partei gewählt. Ihr Wahlkreis war der Landtagswahlkreis Bielefeld I. Sie war Vorsitzende der Enquete-Kommission Situation und Zukunft der Pflege in NRW (2002 bis 2004).
Von 1979 bis 2005 war sie Mitglied im Stadtrat der Stadt Bielefeld für den Wahlbezirk Sudbrack. Innerhalb der CDU-Ratsfraktion war Gemkow u. a. Stellvertretende Fraktionsvorsitzende.

## Sonstiges
Vom 1. Januar 2006 bis zum Ende der Legislaturperiode des Landtages NRW im Mai 2010 war sie Beauftragte der Landesregierung für die Belange der Menschen mit Behinderung in Nordrhein-Westfalen.
Seit Dezember 2019 ist sie neutrale Ansprechpartnerin der von Bodelschwinghschen Stiftungen Bethel für Mitarbeiter, Klienten und deren Angehörigen, die sexuelle Belästigung oder Übergriffe erlebt haben.